# Loiri Porto San Paolo
Loiri Porto San Paolo (sardisk: Lòiri Poltu Santu Pàulu) er en by og en kommune (comune) i provinsen Sassari i regionen Sardinien i Italien. Byen ligger i 105 meters højde og har 3.407 indbyggere (2016). Kommunen har et areal på 118,52 km² og grænser til kommunerne Monti, Olbia, Padru og San Teodoro.